# Pomnik Milicji Obywatelskiej w Toruniu
Pomnik Milicji Obywatelskiej w Toruniu – pomnik położony przy zbiegu ul. Grudziądzkiej i PCK w Toruniu, przed gmachem Komendy Miejskiej Policji. Został wykonany w 1978 roku z inicjatywy Wojewódzkiej Komendy Milicji Obywatelskiej w Toruniu. Wykonał ją Henryk Siwicki. W skład pomnika wchodzą dwa ustawione na siebie bloki granitowe. Stoją one na kostce bazaltowej. Na dolnym bloku umieszczono napis: W służbie narodu. Na górnym widnieje wykuty orzeł. Początkowo był on pozbawiony korony, którą dodano na początku lat 90.